# Gunnar Sohn
Gunnar Sohn (* 1961 in Berlin) ist ein deutscher Wirtschaftspublizist.

## Leben
Gunnar Sohn studierte von 1981 bis 1986 Volkswirtschaftslehre an der Freien Universität Berlin. Schon während des Studiums war er wissenschaftlicher Mitarbeiter im Deutschen Bundestag mit Schwerpunkt Außenwirtschaftspolitik. Von 1989 bis 1990 wirkte er als Leiter Kultur und Medien am Institut für politische Bildung der Konrad-Adenauer-Stiftung. Von 1990 bis 1992 leitete er das Bonner Büro des Instituts für Demoskopie Allensbach. Von 1992 bis November 1997 war er Pressesprecher bei der Dualen System Deutschland GmbH, bis er am 1. November 1997 Bereichsleiter Unternehmenskommunikation des Telekommunikationsanbieters o.tel.o wurde. Seit 1999 ist er freiberuflich als Wirtschaftspublizist, Wirtschaftsblogger, Kolumnist, Livestreamer und Dozent an der Hochschule Fresenius in Köln tätig. Er vertritt die Schwerpunkte Wirtschaftsethik, CSR, unternehmerische Verantwortung, Methodenstreit in der Ökonomik, Innovationstheorie, narrative Ökonomie, digitale Medien, Theorie der öffentlichen Meinung. 1999 übernahm er von Caspar von Schrenck-Notzing die konservative Zeitschrift Criticón, die er als Herausgeber auf eine ordoliberale Linie brachte. Sohn war von 1987 bis 1989 Landesvorsitzender der Jungen Union in Berlin sowie Mitglied der CDU und später der Partei Bund freier Bürger, die er nach sechs Monaten wieder verließ. Seitdem ist er parteilos.

## Schriften (Auswahl)
- Die Öko-Pharisäer. Umweltschutz als Vorwand. Ullstein, Frankfurt am Main [u. a.] 1995, ISBN 3-548-36642-2.
- mit Alexander Schmidt: Die Netzwerkrevolution. Plädoyer gegen die Ziegelsteindiktatur. GES-Verlag, Bonn 2001, ISBN 3-936002-00-2.
- mit Hannes Schleeh: Live Streaming mit Hangout On Air: Techniken, Inhalte & Perspektiven für kreatives Web TV. Carl Hanser Verlag, 2014, ISBN 978-3-446-44092-0.
- Wenn Volkswirtschaften in Routine ersticken – Schumpeters soziologische Analysen in seiner Bonner Zeit. In: Hans Frambach, Norbert Koubek, Heinz D. Kurz, Reinhard Pfriem: Schöpferische Zerstörung und der Wandel des Unternehmertums – Zur Aktualität von Joseph A. Schumpeter. Metropolis Verlag, 2019, ISBN 978-3-7316-1358-9.
- Ökonomie gone wrong: Wie Vulgärkapitalisten semantisch und faktisch die Welt dominieren. Netzpiloten, Berlin 2017.
- Wie Merkel die VWL-Pseudorechnungen weglächelt: Mainstream-Ökonomen und Politik. Netzpiloten, Berlin 2016.
- Die vermessene Ökonomie – Es könnte auch alles ganz anders sein. Netzpiloten, Berlin.
- mit Lutz Becker: Was würdest du machen, wenn du „König von Deutschland“ wärst. Utopische Gespräche. Klingen-Verlag, Solingen 2021, ISBN 978-3-96754-007-9.